# Mesquitela (Mangualde)
Mesquitela ist eine Gemeinde (Freguesia) im portugiesischen Kreis Mangualde. In ihr leben 902 Einwohner (Stand 30. Juni 2011).